# إيملي فرانسيس
إيملي فرانسيس (بالإنجليزية: Emily Frances)‏ هي صحفية أمريكية، ولدت في 1970.